# Epitausa guttularis
Epitausa guttularis är en fjärilsart som beskrevs av Walker 1863. Epitausa guttularis ingår i släktet Epitausa och familjen nattflyn. Inga underarter finns listade i Catalogue of Life.